# Drottningskärs IF
Drottningskärs IF är en idrottsförening bildad 1936 i tätorten Drottningskär ifrån ön Aspö i Karlskrona kommun. Föreningen har sedan 2021 åter ett representationslag i division 6 Blekinge. 

## Historia
Klubben skapades 1936 då Drottningskärs Idrottsförening bildades på Aspö för de friidrottsintresserade öborna. Efter några år kom även fotboll att bli en av idrotterna. Det blev även en säsong i handboll. Allt eftersom kom fotbollen att stå allt mer i fokus och friidrottssektionen lades till slut ned.
Klubben har spelat i de lägre divisionerna i Blekinge under de största delarna av dess existens. Året 1965 vann dock Drottningskärs IF dåvarande division 2 Blekinge och blev uppflyttade till division 1. Detta blev Drottningskärs IF största framgång och är till denna dag fortfarande det.
2016 gick klubben i konkurs och drog tillbaka anmälan om seriespel i Blekinges fotbollsförbund. 4 år senare, i september 2020, meddelade klubben att de fick ett godkänt svar av Svenska Fotbollförbundet och blev officiellt en förening igen. Drottningskärs IF anmälde sig till seriespel under året 2021 och spelar numera i division 6 Blekinge.